# ザ・マミィ
ザ・マミィは、プロダクション人力舎所属のお笑いコンビ。2018年9月結成。スクールJCA24期生。キングオブコント2021準優勝。

## メンバー
林田 洋平（はやしだ ようへい、1992年〈平成4年〉9月10日 - ）（32歳）
主にツッコミ（ネタ次第でボケ）担当、立ち位置は向かって左。
長崎県長崎市出身。身長178 cm、体重72 kg。血液型B型。
趣味はラジオ鑑賞（主に深夜ラジオ）、ラジオ投稿、カメラ（一眼レフでの撮影）。ラジオは小学5年生の時にウォークマンを買ってもらった事をきっかけに地元・長崎県のカウントダウン番組などに触れていた。『おぎやはぎのメガネびいき』（TBSラジオ）や『有吉弘行のSUNDAY NIGHT DREAMER』（JFN）をよく聴き、「眼力剛（がんりきつよし）」というラジオネームを持っている。
特技は大きい拍手、口笛、カリンバ演奏、ヘディング。
長崎県立長崎西高等学校から筑波大学生命環境学群生物資源学類へと進学。大学在学中にローカルラジオ局のつくばコミュニティ放送でディレクターのアルバイトとして働いていた時、茨城県住みます芸人としてパーソナリティを務めていたオスペンギンと出会ってお笑いの道に憧れ、両親との相談もなく筑波大学を中退した。中退は事後報告となり、医師である父から「一人前になるまで顔を見せるな」と言われて以来実家に帰っていない。一人前の定義が曖昧だったこともあり、早急にルールを決めたいと思っていた。
2025年1月2日に十年ぶりに実家に帰省することができた。
芸人仲間5人と同居していた。
小学3年生時の佐賀県からの転校から大学まであだ名は「ライス」。給食に出たハヤシライスが由来。

酒井 貴士（さかい たかし、1991年〈平成3年〉6月1日 - ）（34歳）
主にボケ（ネタ次第でツッコミ）担当、立ち位置は向かって右。
旧芸名は酒井 尚（読み同じ）。本名は角 尚）、東京都目黒区出身。身長166 cm。体重77 kg。血液型O型。
実家は、地主でビルを所有しており、別荘を有するなど非常に裕福な家である。
趣味はパチンコ、釣り、口琴、イリュージョン。
特技は卓球（中学3年生時、都大会進出）、ポイ（大道芸）、下半身と上半身が分離するマジック。
長らく実家暮らしだったが、30歳前後で実家を出た。
たばこ、酒、ギャンブル、女好きを公言しており、多額の借金（2021年5月時点で300万）を抱えている。
金属アレルギーのためパチンコを打つ時には、手袋を着用してからパチンコ玉へ触るようにしている。
トレードマークの口髭はEXILEに憧れて男性ホルモンの塗り薬を4年ほど塗り続けた末に生やせたもので、本来は髭が生えにくい体質。
小学生の時にテレビで見た小倉優子に一目惚れし、芸人になれば会えるのではと？考えたのがお笑いを志すきっかけだったが、2022年1月28日放送『千原ジュニアのヘベレケ』（東海テレビ）にて約20年思い続けた小倉と初対面を果たした。
2020年、森本晋太郎（トンツカタン）とラップユニット「Mells」を結成（名義は「MC DON」）、2020年7月29日に配信シングル「Can't say feat.おかもとえみ」でデビュー。
2021年1月20日配信『フジモンが芸能界から干される前にやりたい10のこと』（AbemaTV）へ出演、この番組中で改名した東ブクロ（さらば青春の光）のブレイクを挙げ、自らも本名と同一だった芸名を改名希望であるのを明かした。占い師から芸名の画数が「破壊的に悪い」などと言われ改名する運びになり、数多くの案の中から画数が良いとして最終候補に「酒井貴士」と「サカイノオワリ」の2つを選び、前者を選んで正式に改名した。
運動神経が悪く、高校時代は体育の担当教員からふざけてると思われ単位が取れず、通信制高校に転校しヨガで体育の単位を取ったと語っている。
2023年1月15日放送『ダウンタウンのガキの使いやあらへんで!』のコーナー・七変化にて、2005年に記録された河本準一（次長課長）の63,000円を1000円上回る64,000円を叩き出し、最高記録を18年ぶりに更新した。
2023年7月7日、一般女性と結婚。世田谷区役所に婚姻届を提出。7月19日放送の『水曜日のダウンタウン』（TBS系）において、特別企画「8人の芸人の中から『ホントに結婚する』一人を見抜け！　今夜、誰が結婚を発表するのか？」の中で公表された。
自身のXにて第一子の誕生を報告した。

## 来歴
プロダクション人力舎が運営する養成所・スクールJCAの24期生として入学、同期として出会う。2016年にトリオ「卯月」を結成する。メンバーは林田・酒井・木場（木場事変（現・大仰天））。
元々は酒井と木場がコンビとして活動しており、当時のコンビを解散した林田を誘う形でスクールJCA在籍中にトリオとなる。2016年4月20日付でプロダクション人力舎のJCAプロモーションに所属し、その後プロダクション人力舎に正式所属となった。結成2年目にしてキングオブコントの準決勝に進出するなど、事務所の若手有望株として頭角を現す。
次第に木場と笑いの方向性などですれ違いが続くようになり、林田と酒井の方から解散を提案した上で2018年8月20日、林田と酒井両名のTwitterと公式ホームページなどで解散を発表した。キングオブコント2018では準々決勝まで進出していたが、出場辞退となった。
2018年9月4日、林田と酒井によるコンビとして活動していく旨を発表した。この時は上田航平（元ゾフィー）に間へ入ってもらった上で林田が酒井を呼び出し、結成に至った。卯月を解散したばかりで辛かった時、偶然2人の頭に浮かんだのが「お母さん」だったことからこのコンビ名となった。候補案としては、『パパプライド』などがあった（のちに単独ライブのタイトルとなる）。
2021年、キングオブコントにて決勝進出。大会史上初となる1stステージ・ファイナルステージの合計得点が男性ブランコと並んでの同率準優勝となった。

## 芸風
主にコントで、ネタ次第でボケとツッコミが入れ替わる。ネタは2人で作り、案を出し合って何を使うか決めているが、その採用率は「林田が9割、酒井が1割」だという。独特なキャラクターを題材とすることも多く、酒井の持つ「松ノ門」「曽根山」「オグラ」などが存在する。

## 賞レース戦績

### キングオブコント
| 年度(回)       | 結果       | 備考                                   |
| -------------- | ---------- | -------------------------------------- |
| 2019年(第12回) | 準決勝進出 |                                        |
| 2020年(第13回) | 準決勝進出 |                                        |
| 2021年(第14回) | 決勝2位    | 決勝キャッチコピー「激情型コント職人」 |
| 2022年(第15回) | 準決勝進出 |                                        |
| 2023年(第16回) | 準決勝進出 |                                        |
| 2024年(第17回) | 準決勝進出 |                                        |
| 2025年(第18回) | 準決勝進出 |                                        |

### その他
- 2019年 第1回ツギクル芸人グランプリ 優勝[30][31]
- 2019年 マイナビ Laughter Night 6月チャンピオン
- 2019年 スカパー! シン・テレビ王決定戦! 優勝
- 2020年 苦労芸人ネタ選手権 優勝
- 2020年 キングオブう大 優勝
- 2022年 ネタパレNEW YEARグランプリ 優勝
- 2022年 岡-1 グランプリ2022 優勝
- 2023年 お笑いエスポワール号 優勝[32]
- 2025年 第46回ABCお笑いグランプリ 決勝進出[33]

## 現在レギュラー出演中の番組

### ラジオ番組
- 続けてゆく、ザ・マミィ（2024年9月9日 - 、GLOWDIA Podcast）
- ≠ME冨田菜々風とザ・マミィ林田のこけけ！（2025年1月4日 - 、KBCラジオ）※林田のみ 毎週土曜日24:00〜24:30

## 過去の出演

### テレビ
- ※注 芸人調べ（テレビ朝日）- 2019年2月14日
- 有吉弘行のダレトク!?（関西テレビ） - 2019年2月26日
- 爆笑オンエアバトル 20年SPECIAL ～平成最後の年に一夜限りの大復活!～（NHK総合） - 2019年3月23日深夜（24日未明）
- ネタパレ（フジテレビ）- 2019年6月28日、 7月19日、9月20日、10月4日、11月8日、12月6日[34]、2020年1月1日、1月10日、2021年1月1日、11月19日
- ツギクル芸人グランプリ2019（BSフジ） - 2019年7月25日
- 有田ジェネレーション（TBS） - 2019年7月29日
- 勇者ああああ（テレビ東京）- 2019年8月1日深夜（2日未明）、12月5日深夜（6日未明）※林田のみ
- ENGEIグランドスラム（フジテレビ）- 2019年8月17日[35]
- そろそろ にちようチャップリン （テレビ東京）- 2019年9月14日、2019年9月21日
- わらたまドッカ〜ン（NHK Eテレ）- 2019年9月16日
- 有吉の壁（日本テレビ）- 2019年10月1日、2020年6月10日・7月22日・9月9日、2021年1月20日・2月3日
- 前略、西東さん（中京テレビ）- 2019年10月9日深夜（10日未明）、11月30日深夜（1日未明）[36]
- スカパー!シン・テレビ王決定戦!（BSスカパー!）- 2019年11月2日
- かみひとえ（テレビ朝日）- 2019年12月2日
- セブンルール（フジテレビ）- 2019年12月3日
- 冗談騎士（BSフジ）- 2019年12月4日・11日
- アメトーーク!（テレビ朝日）- 2019年12月5日（東京03飯塚大好き芸人：林田のみ）[37]、2020年12月30日（運動神経悪い芸人ほか：酒井のみ）
- ウチのガヤがすみません!（日本テレビ）- 2020年1月14日
- 東京お笑いライブマニア『パパプライド』（CSテレ朝チャンネル）- 2020年2月16日（前編）、2020年2月23日（後編）
- 有田P おもてなす（NHK総合）- 2020年3月7日
- ザ・マミィのコント肉一頭盛りキャバレー!!（2020年4月4日[38]-10月17日、BS日テレ「チルテレ」内封番組）
- お助け!コントット（テレビ朝日）- 2020年7月11日・18日、12月30日（31日未明）
- 東京 BABY BOYS 9（テレビ朝日）- 2020年8月1日・8日、12月30日
- 初体験の扉～閲覧注意！クズ芸人（秘）潜入レポ～（2020年10月13日 ‐12月22日、エンタメ～テレ☆シネドラバラエティ）‐ レギュラー（酒井のみ）[39]
- 中居正広の金曜日のスマイルたちへ（TBS）- 2020年12月25日
- 霜降りバラエティ（テレビ朝日）- 2020年12月31日（酒井のみ）
- 笑うラストフレーズ（テレビ東京）- 2020年12月31日（1日未明）
- 新春!爆笑ヒットパレード（フジテレビ）- 2021年1月1日
- ザキヤマの部屋に在庫がやってくるゥ!（テレビ東京）- 2021年1月4日
- にゅーくりぃむ（テレビ朝日）- 2021年1月12日（13日未明）、19日（20日未明）
- シタランドTV（テレビ朝日）- 2021年1月12日（13日未明）、19日（20日未明）
- オールスター後夜祭 - 2021年10月10日、2022年3月27日、2022年10月2日、2023年4月9日、2023年10月15日、2024年4月7日、2024年10月6日 ※第6回で酒井は永久追放、以降林田のみ
- ザ・ベストワン（TBSテレビ）- 2021年10月29日
- バチくるオードリー（フジテレビ）
- くりぃむナンタラ（テレビ朝日）- 2021年11月14日
- 野田レーザーの逆算
- ロンドンハーツ（テレビ朝日）- 2021年11月23日 ※酒井のみ
- IPPONグランプリ（フジテレビ） - 2021年12月4日 ※酒井のみ、スーパーサブとして出演
- 帰れマンデーpresents　今日はまだまだ帰りたくありまテン（テレビ朝日） - 2021年12月17日 ※酒井のみ
- 密着した日は教科書載った日（テレビ朝日） - 2021年12月29日 ※酒井は本多忠政役、林田は家臣の中根役
- 千原ジュニアのヘベレケ（東海テレビ） - 2022年1月28日
- オールスター感謝祭2022春 - 2022年3月26日
- 突然ですが占ってもいいですか?（2022年7月、フジテレビ）[40]
- ヒューマングルメンタリー オモウマい店（日本テレビ）※中京テレビ制作 - 2022年8月23日
- 新幹線で進化中 ザ・マミィのながさき里帰り旅（2022年9月14日、NBC長崎放送）[41]
- かがやけ！ミラクルボーイズ（2022年6月23日 - 7月7日、9月22日 - 10月6日、テレビ神奈川）
- 腹ペコ魔人のグルメな魔法 脂過多ブラ（2022年6月9日・7月7日 - 2023年9月28日、東海テレビ、毎週水曜日24:25〜24:55）※酒井のみ ナレーション
- イタズラジャーニー（2022年10月15日 - 2024年9月28日、フジテレビ）- イタズラ劇団員、酒井のみ
- 鉄オタ選手権東京メトロの陣 第二戦(2024年3月30日、NHK BS)
- ぐるぐるナインティナイン 料理時間ハンデマッチ 鉄人vs凡人シェフ軍団（2023年11月9日、2024年3月7日、6月6日、7月4日、日本テレビ）酒井のみ
- ぐるぐるナインティナイン ひらめき頭脳ハンデマッチSHOW メンサ会員 vs ダメンサ軍団（2024年5月16日、6月27日、日本テレビ）酒井のみ
- オールスター感謝祭2024秋 -2024年10月5日
- 植物に学ぶ生存戦略　話す人・山田孝之（2025年1月18日[42]、1月25日、2月1日、NHK）※林田のみ

### テレビドラマ
- 妻、小学生になる。 第1話（2022年1月21日、TBS） - 行列の男 役 ※酒井のみ
- オールドルーキー 第3話（2022年7月17日、TBS） - 峰 役 ※酒井のみ
- 私のシてくれないフェロモン彼氏 最終回（2023年1月18日、TBS） - コウタ 役 ※林田のみ
- ああ、ラブホテル 〜秘密〜 第3話「2人合わせて5万円」（2023年6月2日、WOWOW） - ツヨシ 役 ※林田のみ[43]
- お笑いインスパイアドラマ ラフな生活のススメ（2023年7月4日 - 、NHK総合）[44]
- 離婚弁護士 スパイダー 〜慰謝料争奪編〜 第4話（2024年10月26日、日本テレビ） - 桝岡正行 役（林田）[45]

### 配信ドラマ
- 孤独のグルメ配信オリジナル2 五郎、芸人まみれ（2023年3月27日、Paravi / Lemino） - 大将 役（酒井）、バイト 役（林田）[46]
- ゴースト・オブ・レディオ〜バチボコ怖い心霊バスツアー〜（2024年11月17日・29日、Streaming+・PIA LIVE STREAM） - 酒井貴士（本人） 役[47]

### 映画
- 劇場版 ほんとうにあった怖い話 事故物件芸人3（2021年9月10日、NSW）

### インターネット番組
- 矢作と山崎と（FOD）
- 矢作と山崎とイケメンパラダイス（FOD）
- 月曜The NIGHT（AbemaTV）- 2019年9月24日未明、2020年3月10日未明
- 日村がゆく（AbemaTV）- #117（2019年10月23日）、#118（10月30日）、#119（11月13日）
- お笑いライブK-PRO×Paravi（Paravi）- K-PROカーニバルライブinTOKYO、感謝の全席無料ライブ、冬休み!東京若手ネタ!ネタ!ネタ!祭り!、オールスタート
- チルテレ（BS日テレ）企画「24秒案件」（Twitter）[48]
- チャンスの時間（AbemaTV） - #74（2019年12月18日）
- 中京テレビ開局50年 日本で一番早いお笑いバトル！「フットンダ王決定戦2020」トライアウト - 2020年1月1日
- みんなのかが屋（YouTube）- 2020年1月16日（夜のドライブ：林田のみ）、2020年3月4日（無観客ライブ）
- コント村生配信（YouTube）- 2020年3月16日（林田のみ）
- リクエストライブ「このザ・マミィがすごい！」- 2020年3月30日（新型コロナウイルスの影響で有料生配信ライブに）[49]
- 石橋貴明プレミアム（2021年3月20日[50]、ABEMA）酒井のみ
- ゴッドタン セクシー女優愛確かめ選手権（2022年3月12日、Paravi）
- STU48の1億人にバズれんの?（2023年12月28日 - 2024年4月25日、AbemaTV） - MC

他

### ラジオ
- マイナビ Laughter Night （TBSラジオ） - 2018年11月9日、2019年3月8日、6月7日、11月29日、2020年10月9日[51]、2021年8月20日[52]
- 大竹まこと ゴールデンラジオ!（文化放送）- 2019年10月3日[53]
- サンドウィッチマンの天使のつくり笑い（NHKラジオ）
- おぎやはぎのメガネびいき（TBSラジオ） - 2020年8月6日
- ナニモノ!（文化放送）- 2021年5月1日、5月8日
- 24時のハコ（2021年10月担当、TBSラジオ）
- カラフルオセロ（2021年9月 - 2022年3月、文化放送）
- ザ・マミィの今一歩、前へ（2022年4月3日[54] - 2025年6月28日、文化放送、毎週日曜日25:30～26:00）[54]

他

### ネットラジオ
- ザ・マミィのネズミの咆哮（毎週日曜日20時放送、2020年4月 - 2023年12月、GERA放送局）

### オリジナルビデオ
- てれびくん超バトルDVD 仮面ライダーゼロワン『カンガルーからナニが飛び出す？ソンナの自分でカンガルー！はい、或人じゃないと！！』（2020年） - 漫才師（林田）、天丼ボケ太郎（酒井） 役[55]

### ミュージックビデオ
- GENERATIONS from EXILE TRIBE「Summer Vacation (Lyric Video)」（2025年）[56] ※酒井のみ

## ライブ・イベント

### 単独公演
- 第1回単独公演「パパプライド」（2019年12月12日 - 14日・全4公演、新宿シアターモリエール）[57][58][59]
- 第2回単独公演「すごく、生きてる」（2021年6月19日・6月20日、北沢タウンホール）[60][61][62][63][64]
- 第3回単独公演「Dusty」（2022年4月8日・4月9日、草月ホール）[65][66]
- 第4回単独公演「Bluff」（2023年3月25日・3月26日、草月ホール[67][68]）
- 第5回単独公演「Creep」（2024年5月10日・5月11日・5月12日、東京芸術劇場シアターイースト）
- 第6回単独公演「絡まる」（2025年5月16日・5月17日、草月ホール）

### その他
- 「バカ爆走!」（事務所ライブ、新宿Fu-）
- 「どっきん!」（事務所ライブ、新宿バティオス）
- ツーマンライブ「東京紅葉」（吉住と共に、2018年11月16日、新宿バティオス）[69]
- 「コント村」（上田航平（ゾフィー）、秋山寛貴（ハナコ）、加賀翔（かが屋）、林田洋平、2019年2月8日〜不定期開催）
- スリーマンライブ「東京 桜」（岡野陽一・吉住と共に、2019年3月15日、新宿バティオス）[70]
- 「芸人卓球2019〜事務所対抗戦〜」（2019年4月14日）※酒井のみ
- ラバーガールネタライブ「ラバガ男子5」（2019年4月16日）
- スリーマンライブ「東京初鰹」（岡野陽一・吉住と共に、2019年5月17日、新宿バティオス）[71]
- 「テアトロコント」 vol.36（2019年5月25日、渋谷ユーロライブ）、vol.41（2019年12月21日、渋谷ユーロライブ）
- 「YATSUI FESTIVAL! 2019」（2019年6月15日、渋谷エリア）
- ツーマンライブ「ZOMMY」（ゾフィーと共に、2019年6月19日、渋谷ユーロライブ）
- 「真夏の笑フェス2019」（2019年7月30日、上野不忍池水上音楽堂）
- 「ホリプロお笑いライブ夏スペシャル～令和元年ネタ祭り～」（2019年8月17日、浜離宮朝日ホール 小ホール）
- スリーマンライブ「東京蝉時雨」（岡野陽一・吉住と共に、2019年8月19日、渋谷ユーロライブ）
- 「Shooow Time!! × わらリーマン『ショーリーマン』」（2019年8月4日、杉並区立方南会館）
- 「納涼！恐怖ネタ寄席」（2019年8月31日、北沢タウンホール）
- 「マイナビ Laughter Night」第5回チャンピオンライブ（2019年11月23日、よみうりホール）[72]
- 「パルテノンウキョウII」（2019年12月25日、しもきたDAWN）
- ツーマンライブ「ZOMMY+」（グレープカンパニー所属：ゾフィーとゲスト芸人と共に[73] vol. 1 2020年10月24日、vol. 2 11月28日、vol. 3 2021年1月29日、いずれも渋谷ユーロライブ）
- 「コント!!キズマシーンのライブ！ Vol.1」（2020年1月4日、ハイジアV-1）[74]
- ビートたけし杯「お笑い日本一」[75]
- スリーマンライブ「東京春一番」（岡野陽一・吉住と共に、2020年2月21日、東京・ユーロライブ）[76]
- 「Mommy the Live」（2021年12月22日、東京・ユーロライブ）[77][78]
- ザ・マミィ×吉住×真空ジェシカ 福山お笑いライブ（吉住・真空ジェシカと共に、2022年8月11日、広島県民文化センターふくやま）[79]

他

### 書籍
- 別冊＋act.（ワニブックス）Vol.33（2019年11月6日発売[80]）

他